# Kate Fleetwood
Pour les articles homonymes, voir Fleetwood.
Kate Fleetwood est une actrice britannique, née le 24 septembre 1972 à Cirencester en Angleterre.

## Filmographie

### Cinéma
- 2004 : Vanity Fair : La Foire aux vanités : une vieille femme
- 2007 : Elizabeth : L'Âge d'or : la femme avec le bébé
- 2010 : Harry Potter et les Reliques de la Mort : Mary Cattermole
- 2012 : Les Misérables : la première femme dans l'usine
- 2013 : Philomena : la jeune sœur Hildegarde
- 2014 : National Theatre Live: King Lear : Goneril
- 2015 : London Road : Vicky
- 2015 : Star Wars, épisode VII : Le Réveil de la Force : un officier du premier ordre
- 2018 : Opération Beyrouth : Alice Riley

### Télévision
- 1998 : Getting Hurt : une prostituée
- 2001 : Holby City : Karina (1 épisode)
- 2001 : EastEnders : Karen (4 épisodes)
- 2001 : Urban Gothic : une femme (1 épisode)
- 2002 : Doctors : Anna Fielding (1 épisode)
- 2002 : Inspecteurs associés : Jill Lowry (1 épisode)
- 2004 : The Bill : Lois Townsend (2 épisodes)
- 2004 : Affaires non classées : Sienna Ricci (2 épisodes)
- 2005 : Murphy's Law : Jill (1 épisode)
- 2005 : Inspecteur Barnaby : Sarah Douglas (1 épisode)
- 2009 : Les Arnaqueurs VIP : Rhona Christie (1 épisode)
- 2009 : Meurtres en sommeil : Zoe Morrison (2 épisodes)
- 2009 : The Sarah Jane Adventures : Ship (2 épisodes)
- 2010 : Great Performances : Lady Macbeth (1 épisode)
- 2012 : A Touch of Cloth : Kate Cloth (2 épisodes)
- 2014 : The Widower : Felicity Webster (3 épisodes)
- 2016 : Guerre et Paix : Anisya (1 épisode)
- 2017-2018 : Harlots : Nancy Birch (16 épisodes)
- 2019 : Victoria : Princesse Feodora (8 épisodes)
- 2020 : Fate: The Winx Saga : la reine Luna de Solaria (3 épisodes)
- 2021 : La Roue du temps : Liandrin Guirale (5 épisodes)

### Jeu vidéo
- 2010 : Harry Potter et les Reliques de la Mort : Mary Cattermole et une sorcière
- 2013 : Assassin's Creed IV Black Flag : voix additionnelles
- 2017 : Mass Effect: Andromeda : voix additionnelles
- 2019 : Anthem : La Chronique